# فرید قدمی
فرید قدمی(زاده دهم بهمن ۱۳۶۴) نویسنده، مترجم و منتقد چپ‌گرای ایرانی است. رمان‌های او فرم‌گرا، انتقادی و طنزآمیز است. نخستین رمان او با نام «مایا یا قصه آپارتمانی در خیابان کریم خان» در سال ۱۳۸۸ توسط انتشارات هیلا منتشر شد. از او تا به امروز پنج رمان تالیفی، چهل و دو اثر ترجمه ادبی، دو کتاب تالیفی در حوزه فلسفه و هنر، و چهار کتاب علمی در حوزه ریاضیات و مهندسی منتشر شده است. مصاحبه های او با مطبوعات اغلب جنجالی است، پس از توقیف انتشار ترجمه اش از رمان «اولیس» او در گفت‌وگویی وزارت فرهنگ و ارشاد اسلامی را به پیروی از مشی سلطنت‌طلبان متهم کرده است، در گفت‌وگویی دیگر از حاکمیت تثلیث پاپ، پورنوگرافی و پاپ کورن بر جهان گفته است  و در سخنرانی‌ای در بنیاد الیاس کانتی در بلغارستان «کمونیسم ادبی» را راه نجات جهان توصیف کرده است و ترامپ را خطری برای دموکراسی برشمرده است . رساله دکترای او در ادبیات امریکایی در دانشگاه پاریس 12 به ارتباط تکنولوژی و دموکراسی در امریکای عصر والت ویتمن و توسعه تروریسم در قرن بیست و یکم امریکا می پردازد.  از او به عنوان مترجم آثار نسل بیت، جیمز جویس، و ادبیات مقاومت فلسطین نام برده می شود. 

## تحصیلات
او دانش‌آموخته مهندسی مکانیک از دانشگاه علوم و تحقیقات تهران است و بین سال های 1393 تا 1397 در دانشگاه آزاد اسلامی تهران غرب به تدریس علوم مهندسی به دانشجویان کارشناسی، کارشناسی ارشد و دکترا اشتغال داشته است. بیش از 100 مقاله و کتاب علمی از او به فارسی و انگلیسی در زمینهٔ علوم مهندسی منتشر شده‌است.

## تالیفات

### رمان ها
1. مایا یا قصهٔ آپارتمانی در خیابان کریمخان، نشر ققنوس،۱۳۸۸ [۱۷]
2. دومینانت یا مامان اون زنه رو که داره می دوئه می‌بینی؟، نشر افراز، ۱۳۹۱ [۱۸]
3. زن‌ها در زندگی من یا دلف معبد دلفی، نشر روزنه، ۱۳۹۲ [۱۹]
4. پاره‌های پاریسی یا پورهٔ پنیر و پروست، نشر روزنه، ۱۳۹۷ [۲۰]
5. کُمون مردگان یا مرثیه ای برای پیراهن خونی سوفیا، نشر نیماژ، 1399 [۲۱]

### نقد ادبی / هنری
1. سیاست ادبیات: تزهایی دربارهٔ نوشتار، نشر روزنه، ۱۳۹۳ [۲۲]
2. پس از طوفان: در ستایش عشق، نشر ایجاز، ۱۳۹۶ [۲۳]

### کتب علمی
1. [۲۴] English in Mechanical Engineering, Tehran: Hekmate Kalameh Publishing House, 2015
2. English in Mechanical and Industrial Engineering, Tehran: Jomhouri Publications, 2016
3. روش تحقیق در علوم مهندسی، به همراه رامین قاسمی اصل، نشر افراز،۱۳۹۴ [۲۵]
4. ریاضیات مهندسی پیشرفته کاربردی، به همراه پروفسور محرم حبیب نژاد کورایم و دیگران. نشر روزنه،۱۳۹۶ [۲۶]

آثار به زبان انگلیسی و فرانسه
1. TWO ASSASSINS: WILLIAM BURROUGHS / HASSAN SABBAH https://www.u-pec.fr/fr/enseignant-e-chercheur-e/actualites/two-assassins-william-burroughs-hassan-sabbah

1. Against Interpretation, against Community: in Honor of Jean-Luc Nancy

In: Communautés interprétatives https://doi.org/10.1163/9789004697089_006

## ترجمه‌ها
او بیش از 40 اثر را از شاعران و نویسندگان انگلیسی، آمریکایی، عرب و فرانسوی به فارسی ترجمه کرده‌است؛ از جمله، آثاری از جیمز جویس، هنری میلر، جک کروآک، ویلیام باتلر ییتس، آلن گینزبرگ، آنائیس نین، ریچارد براتیگان، ویلیام اس. باروز، آنتونن آرتو و محمود درویش. در ایران شهرت او به عنوان مترجم به خاطر ترجمه و معرفی آثار نسل بیت، ادبیات مقاومت فلسطین و ترجمه ی آثار جیمز جویس، به ویژه رمان «اولیس» برای نخستین بار است. وزارت خارجه بلغارستان از تلاش های او برای ترجمه ادبیات بلغارستان به فارسی تجلیل کرده است .
1. امریکایی‌ها، آلن گینزبرگ و …، نشر آفرینش، ۱۳۸۸
2. هایکوهای آمریکایی، جک کروآک، نشر آفرینش، ۱۳۸۸
3. زوزه، آلن گینزبرگ، ترجمه با همکاری مهرداد فلاح، نشر آفرینش، ۱۳۸۸
4. اُدیسه هنری میلر، جرج ویکز، نشر آفرینش، ۱۳۸۸
5. ای ناخدا ناخدای من، والت ویتمن، مؤسسه انتشاراتی روزنامه ایران، ۱۳۸۸
6. خفاش‌ها در آستانه خودکشی، سمیح القاسم، مؤسسه انتشاراتی روزنامه ایران، ۱۳۸۹
7. یکی آمریکا را به باد داد، امیری باراکا، مؤسسه انتشاراتی روزنامه ایران، ۱۳۹۰
8. دیباچه ای بر یک یادداشت خودکشی بیست جلدی، امیری باراکا، مؤسسه انتشاراتی روزنامه ایران، ۱۳۹۰
9. جلجتا، ویلیام باتلر ییتس، نشر افراز، ۱۳۹۰
10. گربه و ماه، ویلیام باتلر ییتس، نشر افراز، ۱۳۹۱
11. ولگردهای دارما، جک کروآک، نشر روزنه، ۱۳۹۲
12. عمارت آزادی، ویلیام کارلوس ویلیامز و …، نشر روزنه، ۱۳۹۲
13. جوراب ساق بلند سفید، دی.اچ. لارنس، نشر مسافر، ۱۳۹۳
14. بارش کلاه مکزیکی: یک رمان ژاپنی، ریچارد براتیگان، نشر نیماژ، ۱۳۹۴
15. کریسمس گردی، ویلیام اس. باروز، نشر روزنه، ۱۳۹۴
16. آمریکا، امیری باراکا، نشر نیماژ، ۱۳۹۴
17. ویلارد و جایزه‌های بولینگ اش: یک رمان زیادی جنایی، ریچارد براتیگان، نشر نیماژ، ۱۳۹۶
18. سابینا، آنائیس نین، نشر نیماژ، ۱۳۹۶
19. وضعیت محاصره، محمود درویش، نشر نیماژ، ۱۳۹۵
20. هنر و مرگ، آنتونن آرتو، انتشارات مانیاهنر، ۱۳۹۶
21. عصر من، اسیپ ماندلشتام، انتشارات مانیاهنر، ۱۳۹۶
22. پاسپورت، سمیح القاسم، محمود درویش، نزار قبانی، انتشارات فصل پنجم، ۱۳۹۶
23. تکه‌های آمریکایی، آلن گینزبرگ، انتشارات فصل پنجم، ۱۳۹۶
24. دور از بودا، جک کروآک، انتشارات فصل پنجم، ۱۳۹۶
25. آخ که اونقده خوشگلی که می خواد بارون بیاد، انتشارات فصل پنجم، ۱۳۹۶
26. جیمز جویس: مجموعه کامل شعرها، انتشارات ماه و خورشید، ۱۳۹۷
27. روزهای آرام در کلیشی، هنری میلر، نشر ایجاز، ۱۳۹۷
28. تبعیدی‌ها، جیمز جویس، نشر مانیاهنر، ۱۳۹۷
29. اولیس، جیمز جویس، نشر مانیاهنر، ۱۳۹۸
30. آوازهای موتوری، نیکولا یانکوف واپتساروف، نشر مانیاهنر، ۱۳۹۸
31. زوزه به همراه مفت سواری در جاده مدرنیته، آلن گینزبرگ، نشر مانیاهنر، ۱۳۹۸
32. مرغ وصله چشم، ویرجینیا زاخاریه وا، نشر مانیاهنر، ۱۳۹۸
33. پس از کمونیسم، زدراوکا اوتیموا و دیگران، داستان هایی از نویسندگان امروز بلغارستان، نشر هیرمند، ۱۳۹۹
34. ناهار لخت، ویلیام باروز، نشر هیرمند، 1399
35. عاشق مدرن، دی. اچ. لارنس، نشر هیرمند، 1399
36. بیگ سور، جک کروآک، نشر روزنه، 1400
37. مأموریت لندن، الک پوپوف، نشر نون، 1400
38. صد برادر، دونالد آنتریم، نشر هیرمند، 1400
39. خانه اشباح، ولینا مینکوف، نشر سیب سرخ، 1400
40. همچون باران با من حرف بزن و بگذار گوش کنم، تنسی ویلیامز، نشر سیب سرخ، 1400
41. گزارش سرخ و آبی آمیب سبز، ولینا مینکوف، نشر هیرمند، 1401
42. مردی که فریاد می زد ترزا، ایتالو کالوینو، نشر مانیاهنر، 1401
43. علامت خطر: ویلیام باروز در پاریس، اُلیور هریس، نشر مانیاهنر، 1401
44. کابوس تهویه دار، هنری میلر، نشر سیب سرخ، 1403

## جوایز
در سال ۲۰۱۶ بنیاد جیمز جویس زوریخ او را به عنوان مترجم منتخب خود برگزید.
او برای رمان «دومینانت یا مامان اون زنه رو که داره می دوئه می‌بینی؟» نامزد جایزهٔ مهرگان و واو شد.
برای رمان «زن‌ها در زندگی من یا دلف معبد دلفی» نامزد جایزه واو شد.
در سال ۱۳۹۷ او به عنوان یکی از سه مترجم زیر پنجاه سال محبوب ایران، با رای مردم، توسط انجمن مترجمان تهران، برگزیده شد.
به همراه نویسندگانی از امریکا، روسیه، آلمان و اوکراین، فرید قدمی در سال ۲۰۱۹ به عنوان نویسنده مهمان کشور بلغارستان انتخاب شد. او در سخنرانی هایی در انجمن بین المللی الیاس کانتی، خانه ادبیات صوفیه و نمایشگاه کتاب بورگاس و همچنین در گفت و گوهایی با رادیو ملی بلغارستان و تلویزیون سوسیالیستی بلغارستان به شرح دیدگاه هایش در ادبیات پرداخت. او همچنین از اعضای شبکه مطالعات نسل بیت اروپاست 